# Боба Фетт
Боба Фетт (англ. Boba Fett) — второстепенный персонаж фантастической киносаги «Звёздные войны», охотник за головами, который приобрёл большую популярность среди поклонников саги.

## Образ Бобы Фетта в кинофильмах и сериалах

### В первой трилогии «Звёздных войн»
Джордж Лукас придумал этого персонажа для второго фильма классической трилогии «Звёздных войн», в которой Боба Фетт находится на экране в течение лишь восьми минут и произносит только пять реплик, самая длинная и запоминающаяся из которых — «Мёртвым он мне не нужен» (англ. He's no good to me dead) (самое первое появление Бобы на экране состоялось в телефильме «The Star Wars Holiday Special», созданный по общей идее Лукаса, но без его активного участия). Изначально Лукас планировал сделать персонажа «большим злодеем» оригинальной трилогии: Боба Фетт должен был стать главным злодеем в «Возвращении джедая» наряду с сюжетной линией повстанцев о спасении Хана Соло от Джаббы Хатта, а решающая битва между повстанцами и империей, появление императора и жертва Энакина Скайуокера были предназначены для более поздней трилогии, от которой Лукас в конечном итоге отказался.
Сюжетные ходы с участием Фетта прямолинейны: в «Эпизоде V» он выслеживает звездолёт «Тысячелетний сокол» и после захвата Дартом Вейдером его пассажиров требует от Вейдера отдать ему капитана Хана Соло, за поимку которого Фетт рассчитывает получить вознаграждение. Соло выживает после замораживания, и Дарт Вейдер отдаёт его Фетту. В «Эпизоде VI» Боба Фетт находится во дворце Джаббы Хатта и затем, после неудачной попытки освободить Соло, на корабле Джаббы появляется возле логова сарлакка с целью казнить пленников. Во время попытки пленников освободиться Соло случайно включает реактивный ранец Фетта, и тот влетает в пасть сарлакка.
Несмотря на эпизодичность персонажа, Боба Фетт быстро приобрёл популярность. К концу XX века существовали многочисленные фан-сайты, были написаны романы и комиксы, ранние коллекционные статуэтки Бобы Фетта стоили больше, чем аналогичные копии статуэток Дарта Вейдера и Люка Скайуокера. Перед повторным выпуском оригинальной трилогии на экран студия даже добавила Бобу Фетта в эпизод первого фильма, в котором ранее его не было.
Исполнитель роли Бобы Фетта в оригинальных «Звездных войнах» — Джереми Буллок.

### Во второй трилогии «Звёздных войн»
Во второй трилогии история Бобы Фетта была существенно расширена в «Эпизоде II». По мнению Н. Ван Иперена (англ. Nathaniel Van Yperen), это было «ненужное потакание» фан-культуре, окружающей образ.
Согласно сценарию, Боба Фетт оказался клоном Джанго Фетта, тоже охотника за головами, который вырастил Бобу как своего сына. Боба Фетт помог Джанго скрыться от Оби-Вана Кеноби, но был бессилен предотвратить гибель Джанго от рук Мейса Винду.

### В сериале «Мандалорец»
Сериал «Мандалорец» существенно изменил каноны «Звёздных войн» в отношении Бобы Фетта. Так, вопреки многолетним убеждениям фанатов «Звёздных войн», отец Бобы оказался мандалорцем, а не просто носил мандалорскую броню. Кроме того выяснилось, что, как ранее и утверждала деканонизированная в 2014 году «Расширенная Вселенная», он действительно не погиб в логове сарлакка.
Дисней+ также анонсировал ещё один сериал — «Книга Бобы Фетта» (спинофф «Мандалорца»), показ которого начался в декабре 2021 года.

### В сериале «Книга Бобы Фетта»
В этом сериале Боба является главным персонажем. История начинается с рассказа о том, как Боба спасся из чрева сарлакка, куда угодил по ходу фильма «Возвращение джедая». Основная сюжетная линия связана с управлением Феттом криминальной империей, которая ранее контролировалась Джаббой Хаттом.

### Не вышедшие проекты
В 2010-х годах Джеймс Мэнголд планировал снять фильм про Бобу Фетта, который должен был стать первым фильмом франшизы Звёздные войны с возрастным рейтингом R, действие которого разворачивалось бы на одной планете.

## Критика и отзывы
Боба Фетт — один из самых популярных персонажей саги «Звёздные войны».
В 2008 году он был поставлен журналом Empire на 79-е место в списке величайших киноперсонажей всех времён.
По мнению Сьюзен Мейс, Фетта можно назвать «непознаваемым персонажем Star Wars», который «создаёт мифическое присутствие». По мнению Дэниэла Кейса Мора, написавшего о персонаже несколько романов, на развитие образа этого героя повлияли вестерны. В газете The San Francisco Chronicle Боба Фетт был назван одним из самых пассионарных персонажей вселенной «Звёздных войн».

## Известность вне киносаги
Именем Бобы Фетта названа гряда холмов на «аналоге Марса» (долине в пустыне Мохаве, где испытываются марсоходы).